# Bundesautobahn 952
De Bundesautobahn 952 is een korte autosnelweg die de A95 met de Bundesstraße 2 verbindt in Starnberg. De weg is uitgevoerd met 2x2 rijstroken en heeft een lengte van 5 kilometer.